# Магия в греко-римском мире
Ма́гия в гре́ко-ри́мском ми́ре — комплекс античных магических верований и практик, распространённых по всей территории греко-римской ойкумены. Прежде всего под «магическими» понимаются практики, которые не были санкционированы официальной религией и авторитетом полиса.

## Терминология
Первоначально в древнегреческом слово «маг» обозначало персидского жреца — последователя зороастризма. Однако уже с V в. до н. э. термин «магия» (др.-греч. μαγεία) встречается для обозначения колдовства. Кроме того, в значении «чёрного мага» нередко употребляли греческий термин «колдун» (др.-греч. γόης) и «колдовство» (др.-греч. γοητεία): такая деятельность ассоциировалась со связывающими заклятиями, оплакиванием умерших и позднее — с некромантией.
В древнем Риме термины «маг» (лат. magus) и «магия» (лат. magīa) появляются поздно: первоначально они обозначали только персидских жрецов. Само понятие колдовства в Риме существовало: уже в Законах двенадцати таблиц упоминаются «злые песни» (mala carmina), с помощью которых можно было проклясть урожай соседа. Кроме того, для изготовителей магических настоев и ядов употреблялся термин veneficus. Термин «магия» (magia) утверждается в латинском языке только в I веке н. э.

## История
Степень изученности магии в Греции разнится от эпохи к эпохе, от местности к местности. Больше всего информации обеспечено о классических Афинах V—IV веков до н. э. ввиду широкого распространения в полисе книжности, однако колдуны были и на периферии греческого мира. Существует лишь один значимый источник о магии в удалённых уголках ойкумены — трактат «О священной болезни» неизвестного автора, входящий в корпус Гиппократа. Кроме него существуют археологические свидетельства магии в северо-западной Греции, например, в Додоне в Эпире, где были найдены свинцовые таблички IV века до н. э. с оракулом Зевса. Также в Македонии обнаруживаются таблички с проклятиями и заклятиями, которые напоминают по форме афинские и сицилийские таблички. То, что в трёх областях находятся схожие по содержанию и целям таблички, служит свидетельством циркуляции в греческом мире магических знаний. Учёный Мэтью Дики предполагает, что подобные магические знания распространяли люди с «особенными» знаниями, которые много путешествовали.

## Практики
Основу магического инвентаря античности представляют таблички с проклятиями или заклятиями (прежде всего свинцовые); магические предметы, такие как амулеты и фигурки; магические папирусы — письменные руководства по магии. Эти предметы были распространены по территории греко-римского мира с VI века до н. э. по VI век н. э.

### Таблички
Греки использовали таблички, сделанные преимущественно из листа свинца, для проклятий и заклятий. Они применялись для сверхъестественного влияния на действия или состояние людей или животных против их воли. Некоторые из найденных экземпляров либо были утеряны, либо слишком ветхие, чтобы с ними можно было работать. Самую раннюю датировку получили 22 таблички из города Селинунт, Сицилия, датируемые началом V, а некоторые из них, предположительно, концом VI века. Всего на 2022 год было найдено более 1600 табличек: более 1100 из которых были греческими (около 300 из них афинские), больше 500 — латинскими. При этом свыше половины латинских табличек приходятся на Великобританию, а более 130 относятся к римских термам в Бате, в которых их авторы проклинают воров.

### Фигурки
Магические фигурки известны как по надписям, так и по археологическим находкам. Иногда такие фигурки изготовлялись и в официальных случаях: так, договор между Киреной и её метрополией — Ферами — был скреплён изготовлением магических фигурок, которые затем сожгли: так должен был погибнуть и нарушитель договора. Дошедшие до нас фигурки изображают людей со связанными руками и ногами; нередко их захоранивали вместе с магическими табличками. Так, связанная фигурка, подписанная именем «Мнесимах», была найдена между двумя магическими табличками. Иногда глаза, руки и ноги на этих фигурках пробиты гвоздями или иглами. Целью таких обрядов было заставить человека, которого изображала фигурка, подчиниться колдуну (чаще всего речь шла о любовной магии).

## Историография

#### Корпусы
В 1897 вышел первый значительный корпус табличек немецкого филолога Рихарда Вюнша. Издание до сих пор является основой для исследований, поскольку содержит описи утерянных табличек. Дополнением стал сборник 1904 года французского историка Огюста Одоллана с новыми известными ему табличками на греческом, латинском и некоторых других языках. В 1920 был составлен корпус латинских табличек М. Бенье, а в 1968 — дополненный каталог Солина. Позже, в 1985 году, были опубликованы не вошедшие в более ранние корпусы греческие таблички в статье Дэвида Джордана. Корпус латинских табличек значительно пополнился после раскопок в Бате; он был выполнен археологом Роджером Томлином и опубликован в монографии британского археолога Барри Канлиффа (а впоследствии и в отдельном издании). Из представленных авторов лишь Томлин предоставляет перевод; в 1992 Джон Гагер выпустил переводы этих табличек на английский с комментариями. Джордан создал последний каталог табличек, состоящий из 122 экземпляров, найденных в период с 1985 по 2000 годы. Идёт работа над проектом «TheDeMa» — цифровым корпусом всех имеющихся в распоряжении табличек, однако по состоянию на 2022 год веб-сайт проекта недоступен. Проект финансируется Немецким исследовательским фондом.
Магические тексты Ольвии были изданы А. В. Белоусовым.
Корпус греческих магических папирусов был издан Карлом Прайсенданцем. Комментированный перевод корпуса на английский выполнил Ханс-Дитер Бетц.